# Эфероде
Эфероде (нем. Everode) — община в Германии, в земле Нижняя Саксония.
Входит в состав района Хильдесхайм. Подчиняется управлению Фреден (Лайне). Население составляет 490 человек (на 31 декабря 2010 года). Занимает площадь 6,1 км².
| Год  | Население |
| ---- | --------- |
| 1990 | 501       |
| 1995 | 561       |
| 2000 | 541       |
| 2005 | 520       |
| 2010 | 519       |